# Охотхозяйство (Новосибірська область)
Охотхозяйство (рос. Охотхозяйство) — селище у Коливанському районі Новосибірської області Російської Федерації.
Входить до складу муніципального утворення Скалинська сільрада. Населення становить 3 особи (2010).

## Історія
Згідно із законом від 2 червня 2004 року органом місцевого самоврядування є Скалинська сільрада.

## Населення
| 2002 | 2007 | 2010 |
| ---- | ---- | ---- |
| 10   | ↘0   | ↗3   |